# Беноазе
Беноазе (фр. Benoisey) насеље је и општина у источном делу централне Француске у региону Бургоња, у департману Златна обала која припада префектури Монбар.
По подацима из 2011. године у општини је живело 79 становника, а густина насељености је износила 13,62 становника/km². Општина се простире на површини од 5,8 km². Налази се на средњој надморској висини од 265 метара (максималној 378 m, а минималној 219 m).

## Демографија
| 1962. | 1968. | 1975. | 1982. | 1990. | 1999. | 2011. |
| ----- | ----- | ----- | ----- | ----- | ----- | ----- |
| 66    | 90    | 76    | 81    | 88    | 72    | 79    |

График промене броја становника у току последњих година